# Expédition de Zaid ibn Haritha (Hisma)
Pour les articles homonymes, voir Expédition de Zaid ibn Haritha.
L'expédition de Zaid ibn Haritha à Hisma se déroula en octobre 628, 6e mois de la 7e année du calendrier islamique,.
Elle fait suite à l’appel à l’aide de Dhiyah bin Khalifah al-Kalbi, attaqué par des voleurs dans la région de Hisma, alors qu'il transmettait une lettre à l'empereur Héraclius. Les musulmans ripostèrent, en tuèrent plusieurs et capturèrent 100 membres de la tribu.